# Ercheia cyllaria
Ercheia cyllaria är en fjärilsart som beskrevs av Pieter Cramer 1782. Ercheia cyllaria ingår i släktet Ercheia och familjen nattflyn. Inga underarter finns listade i Catalogue of Life.

## Bildgalleri

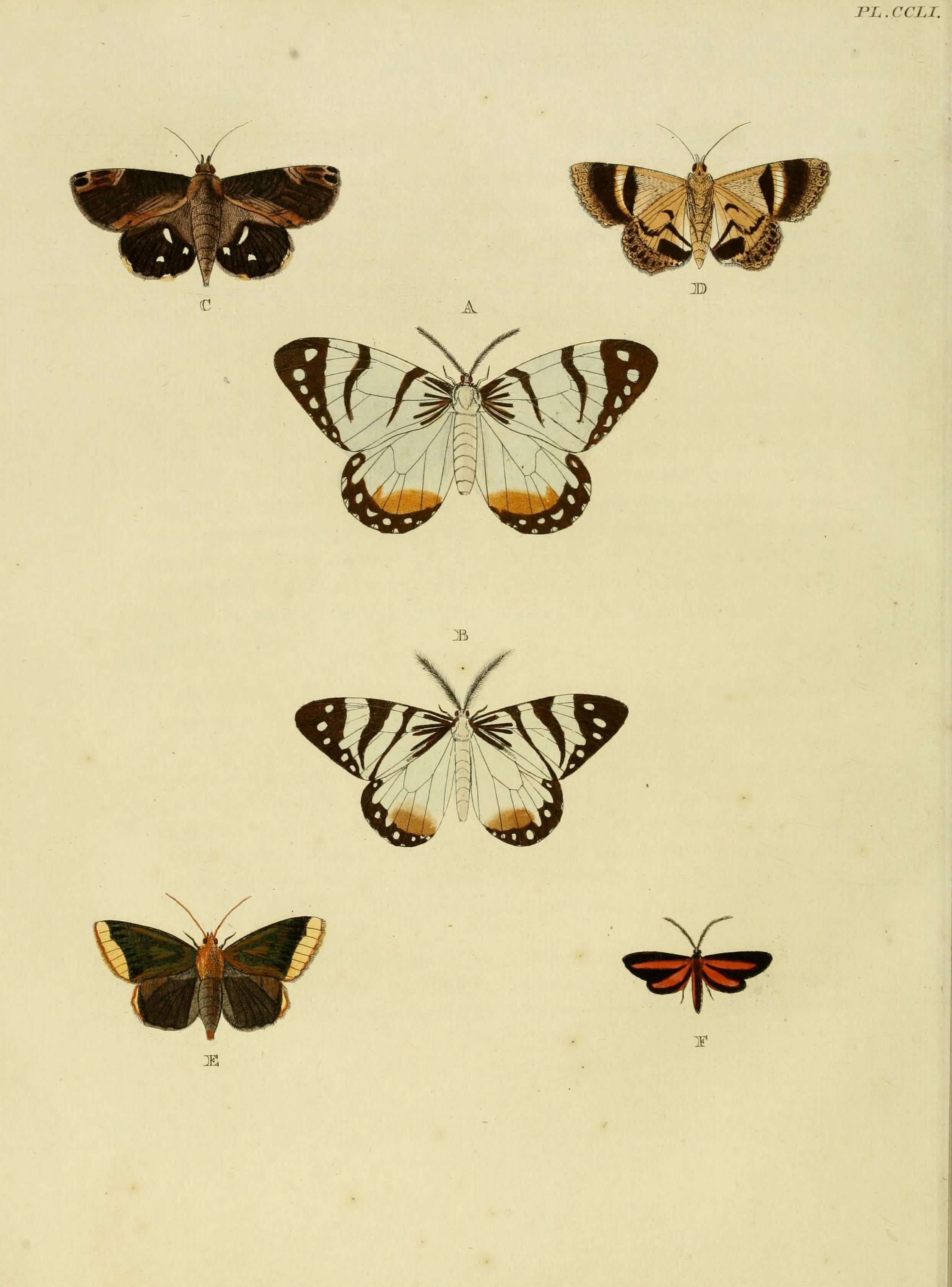
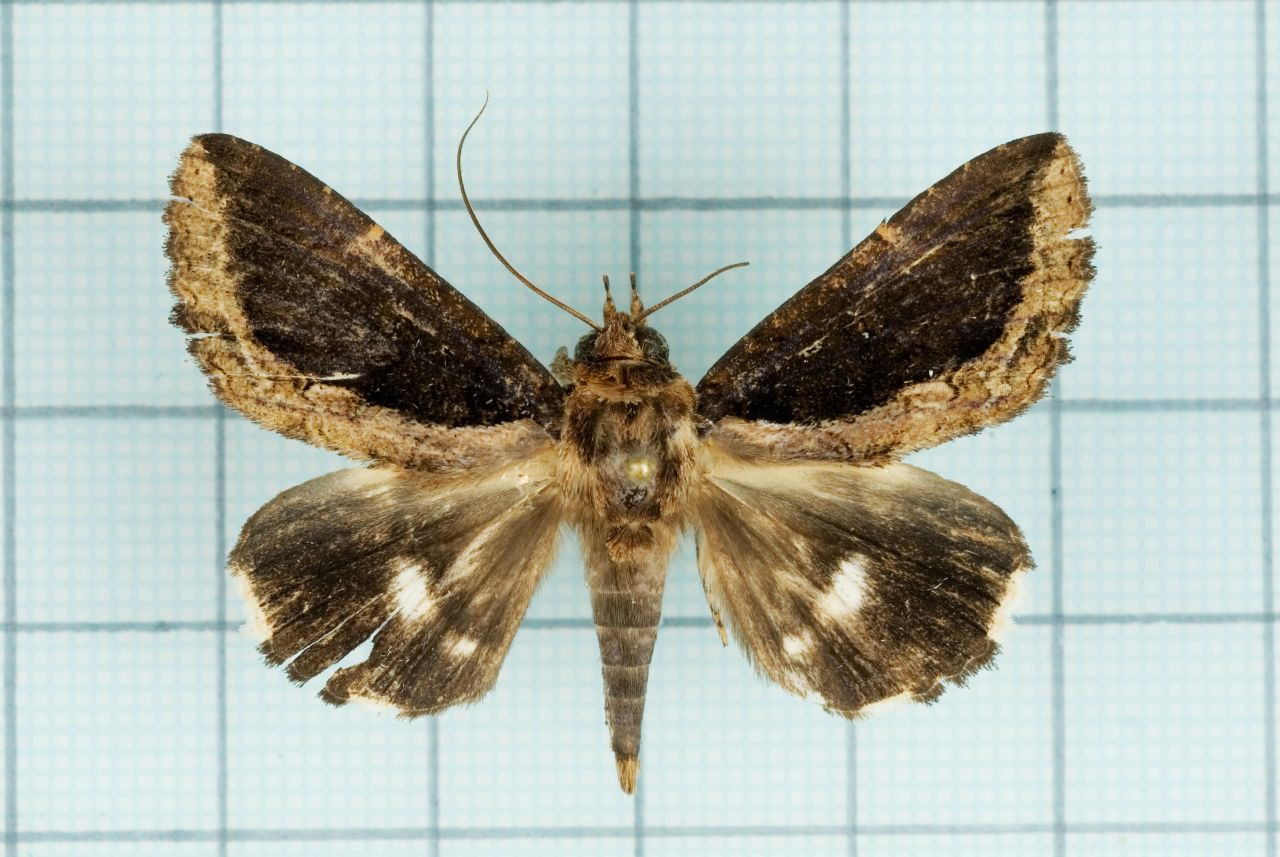